# Digital Entertainment Content Ecosystem
Digital Entertainment Content Ecosystem (DECE) ist ein Konsortium von rund 85 Unternehmen mit Sitz in Pleasanton und eine Limited Liability Company (LLC) nach dem Recht des US-Bundesstaats Delaware in den Vereinigten Staaten. Die DECE befasst sich mit der digitalen Rechteverwaltung (DRM) und der Lizenzierung und Nutzung von Videoinhalte auf verschiedenen Plattformen und Geräten, bspw. durch Back-End-Systeme für die Verwaltung dieser Rechte.

## Geschichte
Der DECE sind zahlreiche Unternehmen der Hollywood-Filmbranche, der Unterhaltungselektronik, Netzwerk-Hosting-Anbieter, Einzelhändler, Internet-Systeme und Anbieter von Sicherheitssoftware angeschlossen und wurde im September 2008 durch Sony Pictures Entertainment (SPE) gegründet, um einen neuen Standard für digitale Inhalte als Alternative zu iTunes von Apple aufzubauen.
2008 erklärte der Präsident der DECE, dass das Konsortium sich einsetzen würde für „Interoperabilität von Geräten und Webseiten“, sowie faire Nutzungsrechte, die es dem Kunden erlauben soll, Inhalte zu kopieren und gekaufte Inhalte auf Speichermedien zu brennen oder zu kopieren. Zudem soll eine umfassende Alternative zu iTunes geschaffen werden.
Anfang 2009 unterstützte besonders auch Microsoft im Rahmen der DECE die Standardisierung eines Video-Container-Formats.
Im Herbst 2011 wurde mit UltraViolet bzw. Digital UltraViolet, ein Cloud-basierte Speicherung und Wiedergabe von Filmen auf verschiedenen Endgeräten nach Registrierung etabliert (digitaler Videorechte-Locker). Im November 2013 erfolgte die Einführung auch in Deutschland, Österreich und der Schweiz.

## Vorsitz
Präsident von DECE ist Mitch Singer, bis 2011 bei Sony Pictures Entertainment.

## Mitgliedsunternehmen
Zu den Mitgliedsunternehmen des Konsortiums gehören unter anderem Adobe, Alcatel-Lucent, Ascent Media Group, Best Buy, Blueprint Digital, CableLabs, Catch Media, Cisco, Comcast, Cox Communications, Deluxe Digital, DivX, Dolby Laboratories, DTS, ExtendMedia, Fox Entertainment Group, HP, Intel, Irdeto, Liberty Global, Lionsgate, Microsoft, MOD Systems, Motorola, Movie Labs, Nagravision, NBC Universal, Netflix, Neustar, Nokia, Panasonic, Paramount Pictures, Philips, RIAA, Rovi, Roxio CinemaNow, Samsung Electronics, Secure Path, Sony, SwitchNAP, Tesco, Thomson, Toshiba, Time Warner Inc., Verimatrix, VeriSign, Warner Bros Entertainment, Widevine Technologies Inc., Zoran.
Dem Konsortium gehören nicht die US-Unternehmen Apple, Google und die Walt Disney Motion Pictures Group an.